# Les Plus Beaux Villages de France
Les Plus Beaux Villages de France, «Els pobles més bonics de França» en català, és una associació creada el 1982 amb l'objectiu de promoure els atractius turístics dels petits municipis rurals francesos, rics en patrimoni i qualitat.

## Història
L'associació va néixer a Colonjas (Llemosí), el 1982, per iniciativa del seu alcalde, Charles Ceyrac. Actualment, el president n'és l'alcalde de Gòrda, Maurice Chabert.
En l'actualitat, l'associació inclou un total de 157 pobles membres, repartits en 21 regions i 69 departaments.

## Criteris d'admissió
Els criteris d'accés en són nombrosos i rigorosos, però se'n poden resumir en quatre de bàsics:
- Tenir una població de menys de 2.000 habitants.
- Haver formulat una demanda d'adhesió, aprovada pel Consell municipal.
- Tenir com a mínim dos indrets o monuments classificats o inscrits.
- Practicar una política de preservació del paisatge, que ha de ser concretada en els plans urbanístics.

Els municipis han de fixar, a més, els usos del sòl i dels terrenys, limitant la construcció i totes les instal·lacions que afectin l'estètica global del poble. Aquesta política, malgrat ser una barrera a algunes opcions de desenvolupament econòmic, garanteix als pobles classificats una freqüència turística més contínua i important.

## Pobles adherits

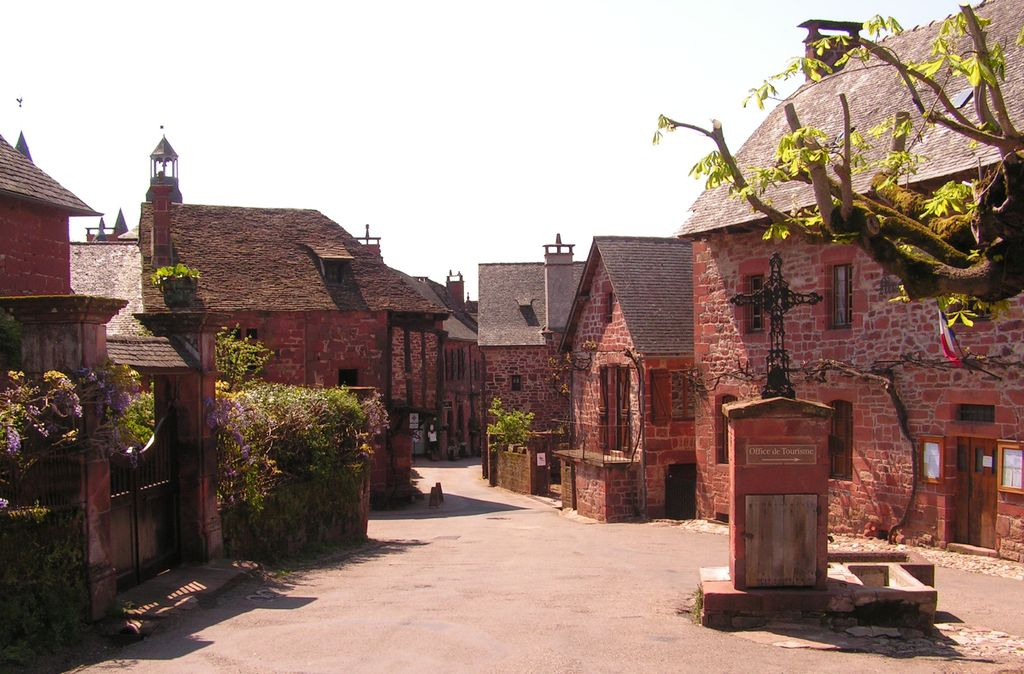
Colonjas

1. Aiguesa
2. Ainhoa
3. Angles d'Aglí
4. Ansoís
5. Apremont d'Alier
6. Arlempdes
7. Arç
8. Albaterra de Drona
9. Altoire
10. Autvilar
11. Balazuc
12. Barflor
13. Bargema
14. la Bastida de Clarença
15. Bauma
16. Baus
17. el Bec d'Eloí
18. Belcastèl
19. Belvés
20. Belbró
21. Bainac e Casenac
22. Blesla
23. Bonval
24. Brossa del Castèl
25. Borniquèl
26. Camon
27. Candes
28. Capdenac
29. Cardalhac
30. Carennac
31. Castèlnòu de Montmiralh
32. Castèlnòu e la Capèla
33. Castellnou dels Aspres
34. Xarrós
35. Xató Xaló
36. Xató Nef
37. Coarasa
38. Colonjas
39. Concas
40. la Cobertoirada
41. Crisser de Mança
42. Curamonta
43. Doma
44. Eguisheim
45. Estanh
46. Eus
47. Èvol
48. ar Faou
49. Flavinyí d'Oserer
50. la Flota
51. Forcés
52. la Gàrdia i Ademar
53. la Gàrdia i Guerin
54. Gargilessa d'Ampera
55. Gassin
56. Gerveroi
57. Gòrda
58. Gordon
59. la Grava
60. el Burg
61. Hunewihr
62. Hunspac
63. la Grassa
64. Larressingla
65. Lautrèc
66. Lausèrta
67. Lavardens
68. la Vardí
69. la Vau de Dieu
70. lo Poèt e la Vau
71. Limuèlh
72. Lokorn
73. Lots
74. Laubreçac
75. Lormarin
76. Lions
77. Menèrba
78. Menerba
79. Mirmanda
80. Mittelbarige
81. Montcontor
82. Monestièr
83. Montflanquin
84. Mont Pasièr
85. Montbrun
86. Montclús
87. Montpeirós
88. Montrejau deu Gèrs
89. Montresor
90. Montsoró
91. Mornac
92. Mòrta Mar
93. Mosset
94. Mostiers Santa Maria
95. Najac
96. Noièrs
97. Oint
98. Olargues
99. Perfon d'Aval
100. Peroges
101. Pesmes
102. Pèira
103. Piana
104. Pradelles
105. Pujols
106. Puigcelsí
107. Richewihr
108. la Roca i Güió
109. Roc'h-an-Argoed
110. Rodamac
111. la Ròca de Gajac
112. la Ròca de Céser
113. Rossillon
114. Sench Amand de Còli
115. Sant Antoni de l'Abadia
116. Sant Benet de Sau
117. Sant Bertran de Comenge
118. Sant Ceneri del Gerei
119. Sent Circ de la Pòpia
120. Sant Cosme
121. Sant Floret
122. Sant Guilhèm dau Desèrt
123. Sent Joan de Còla
124. Sent Lèon de Vesera
125. Sent Líser
126. Sant Quirze
127. Sent Robèrt
128. Sent Saturnin
129. Sant Suliav/Saent Suliau
130. Sent Veran
131. Santa Anha
132. Santa Creu de Jarès
133. Santa Enimia
134. Senta Aulària
135. Santa Susanna
136. Salèrn
137. Sant'Antonino
138. Sare
139. Sarrant
140. Sauvatèrra de Roergue
141. Segur del Casteu
142. Seguret
143. Selhan
144. Semur de Brió
145. Sisfern i Aixebal
146. Talmont
147. Tornamira
148. Tortor
149. Turèna
150. Usson
151. Venasca
152. Veselé
153. Vilafranca de Conflent
154. Vogüé
155. Vovant
156. Iebre
157. Ivouère

## Exemples similars en altres països
També n'hi ha associacions similars en altres estats: 
- Les plus beaux villages de Wallonie, creada el 1994 a Valònia (Bèlgica)
- Les plus beaux villages du Québec, creada el 1998 al Quebec (Canadà)
- I borghi più belli d'Italia, creada el 2001 a Itàlia
- The most beautiful villages in Japan, creada el 2005 al Japó

D'altra banda, el Premio al Pueblo Ejemplar de Asturias és un premi atorgat anualment, des del 1990, per la Fundación Príncipe de Asturias a un poble del Principat d'Astúries (Espanya) que destaqui en la defensa dels seus valors més nobles, del seu entorn natural o ecològic, del seu patrimoni històric, cultural o artístic, o en la realització d'obres comunals o en altres manifestacions de solidaritat extraordinària.